# Linkenholt
Linkenholt is een civil parish in het bestuurlijke gebied Test Valley, in het Engelse graafschap Hampshire nabij Andover. De plaats werd vermeld in het Domesday Book uit 1086 als Linchehou. Het maakte toen deel uit van het land van de abdij van St Peter of Gloucester.
Het dorp is sinds 2009 eigendom van de Zweedse miljardair Stefan Persson.